# Tayart Tamajeq (jezik)
Tayart Tamajeq jezik (amazigh, tamachek, tomacheck, touareg, tuareg; ISO 639-3: thz), berberski jezik skupine tamašek (makrojezik), kojim govori oko 250 000 ljudi (1998) u području Agadeza u Nigeru. 
Govornici sami isvoj jezik zovu tamajeq. Uči se u osnovnoj školi. U upotrebi je i hausa [hau]. Ima dva dijalekta, air (agadez, tayart, tayert, tamestayert) i tanassfarwat (tamagarast). Pisma: tifinagh (berbersko) i latinica.

## Vanjske poveznice
- Ethnologue (14th)
- Ethnologue (15th)